# کان (نوازنده)
کان (انگلیسی: Kan; ۲۴ سپتامبر ۱۹۶۲ – ۱۲ نوامبر ۲۰۲۳) خواننده، خواننده-ترانه‌پرداز، آهنگساز، ترانه‌سرا، و تهیه‌کننده موسیقی اهل ژاپن بود. وی بین سال‌های ۱۹۸۳  میلادی فعالیت می‌کرد.